# Гарибалд I
Вижте пояснителната страница за други личности с името Гарибалд.
Гарибалд I (Garibald I.; Garivald; * 500; † 593) е първият познат по име херцог на Бавария.

## Биография
Произлиза от фамилията Агилолфинги. През 548 г. той получава титлата на херцог на Бавария.
През 555 г. Гарибалд се жени за Валдерада (531 – 572), дъщеря на Вахо, крал на лангобардите (510 – 540). Тя е вдовица на крал Теодебалд от Австразия и след това и жена на краля на франките Хлотар I, който по религиозни причини се разделя с нея.
Гарибалд е в съюз с лангобардите от Панония и Бохемия, които през 568 г. нахлуват в Италия. Тогава той омъжва дъщеря си с неизвестно име за Евин, херцог на Тридентум (днешен град Тренто), който през 575 г. е нападнат от франките.
През 589 г. франките заплашват Гарибалд и неговите деца Теодолинда и Гундоалд бягат в Италия при лангобардите. Дъщеря му Теодолинда се омъжва през май 589 г. за краля на лангобардите Аутари, въпреки че е сгодена за Меровинга Хилдеберт II, а след това и за Агилулф. Синът му Гундоалд става херцог на Асти и като баща на крал Ариперт I е родоначалник на Агилолфингийските лангобардски крале.
През 591 г. лангобардите и франките се разбират. Кралят на меровингите Хилдеберт II смъква Гарибалд и Гримоалд от трона и поставя през 593 г. сина му Тасило I като rex.

## Деца
С Валдерада Гарибалд I има четири деца:
- Тасило I, херцог на Бавария (593 – 610)
- Теодолинда (* 570/575, † 627), лангобардска кралица (589 – 626)
- Гундоалд (* 565, † 612), херцог на Асти (589)
- Гримоалд I, херцог на Бавария (590 – 595)